# Hampstead (Quebec)
Hampstead és un municipi de l'aglomeració de Montreal, dins la província canadenca del Quebec. Pren el seu nom d'una altra ciutat jardí, el suburbi londinenc de Hampstead. Amb una superfície de només 1,760 km², és una de les localitats més petites de l'illa de Montreal.

## Història
La ciutat va ser fundada el 7 d'abril de 1914, sent-ne James Ballie el primer batlle. L'objectiu dels seus fundadors era la de crear una ciutat jardí. Els primers anys d'existència de la nova comunitat es van caracteritzar per les desavinences amb la ciutat de Montreal, que va intentar annexionar-se Hampstead dues vegades (1916 i 1924). Aquestes desavinences van provocar que fins a l'any 1921, Hampstead no tingués accés a la xarxa d'aigua corrent, malgrat els esforços dels edils de la comunitat, que ja des del 1914 havient intentar fer arribar l'aigua corrent a la població.
El 1923, Hampstead es va dotar del seu primer reglament de construcció, amb la finalitat de preservar el seu caràcter de ciutat jardí. Aquest reglament, el número 16 de la història d'aquesta comunitat, establia normes de construcció molt estrictes, fins al punt de només permetre la construcció de cases unifamiliars.
Conscients de la necessitat de construir altres edificis, com ara escoles o esglésies, on oferir als ciutadans els serveis que aquests esperaven, algunes de les restriccions del reglament 16 van ser aixecades a partir del febrer de 1927. Ara bé, cal destacar que el primer d'aquests edificis és anterior a aquesta data. L'any 1925, tot contravenint el reglament de construcció, es va construir l'escola del municipi, que encara roman oberta avui dia.
El període que va seguir la Gran depressió va ser clau en el creixement de la localitat. Data d'aquesta època la decisió de construir el camp de golf privat, considerat com una atracció més per a potencials compradors. Així mateix, és en aquest moment que va entrar en servei la primera línia d'autobusos de Hampstead. L'estratègia del Consell municipal va ser un èxit i la població va passar de 440 a 2 268 habitants entre 1929 i 1945.
A fi i efecte de fer front a aquest creixement de població, la ciutat va modificar novament la seva estricta normativa urbanística. En aquest sentit, es va permetre la construcció d'edificis d'apartaments a les zones properes al límit del municipi, amb el propòsit que servissin de tap respecte de les zones comercials i densament poblades situades dins el terme municipal de Montreal al llarg de la frontera amb Hampstead. D'aquesta forma, Hampstead podria mantenir el seu esperit de ciutat jardí, mentre Montreal prosseguia el seu procés d'urbanització.
La localitat va prosseguir el seu creixement després de la fi de la Segona Guerra Mundial, fent-se cada cop més escassos els terrenys disponibles per a noves construccions. Els plans urbanístics dels anys cinquanta i setanta van culminar el procés de creixement urbanístic de Hampstead fins a esgotar tots els terrenys disponibles, tot donant a Hampstead la seva fesomia actual.

## Població
Segons el cens de 2001, la població de Hampstead era de 6 974 habitants. En el cens anterior, el de 1996, el nombre d'habitants de Hampstead era de 6 986, cosa que representa que entre 1996 i 2001 la població d'aquest municipi es va reduir en un 0,2%.
Aquesta tendència, però, sembla haver-se trencat, ja que segons fonts del Comitè de transició de l'aglomeració de Montreal, citant dades del Govern quebequès, la població del municipi, l'any 2004, era de 7 174 habitants.
Tradicionalment, Hampstead, com d'altres municipis de l'oest de l'illa de Montreal, ha estat residència de ciutadans benestants, de parla anglesa i confessió protestant. Actualment, aquesta afirmació no es correspon amb la realitat. Com a conseqüència de la massiva immigració de jueus europeus després de la Segona Guerra Mundial, aquests formen avui dia el gruix de la població de Hampstead. Així, si el 1945, el 80% dels habitants eren protestants, el 16% catòlics i només el 4% jueus; ja l'any 1957, la relació era ben diferent, essent només un 49% protestants, un 22% catòlics i un 28% jueus. Aquest tendència s'ha mantingut, i segons dades del cens, l'any 2001 els jueus eren el 74% de la població de Hampstead, mentre que els catòlics eren menys de l'11% i els protestants poc més del 4%.
Els jueus de Hampstead pertanyen principalment a dues comunitats, l'asquenasita i la sefardita. La comunitat asquenasita s'instal·là a l'illa de Montreal al pas del segle xix al xx, procedent principalment de l'Europa de l'Est.
En canvi, l'arribada de la comunitat sefardita és posterior. Van començar a arribar al Quebec a final de la dècada dels 50 fugint de les tensions nacionalistes al Marroc. El període comprès entre els anys 1965 i 1967 va ser el que va registrar una major arribada de jueus marroquins.
Aquestes dues comunitats es diferencien, entre altres aspectes, per la seva llengua. En arribar al Quebec, els asquenasites parlaven el jiddisch i posteriorment van adoptar l'anglès com llur llengua, a conseqüència de l'escolarització dels seus infants a les escoles anglòfones i protestants. Situació aquesta, ben diferent a la que es van trobar els sefardites en arribar al Quebec, ja que ells sí que parlaven una de les dues llengües oficials del Canadà, en aquest cas el francès. Els sefardites havien adoptat aquesta llengua durant l'època del protectorat francès al Marroc.
Així doncs, hom pot concloure que la composició ètnica i religiosa de la comunitat de Hampstead ha variat força des dels seus inicis fins a l'actualitat. En canvi, pel que fa a la llengua materna dels seus habitants, la situació no ha canviat gaire, ja que segons les dades proporcionades pel cens de 2001, l'anglès continua sent-hi la llengua materna majoritària.
| Llengua materna  | Percentatge |
| ---------------- | ----------- |
| Anglès           | 62,15%      |
| Francès          | 13,48%      |
| Anglès i francès | 1,29%       |
| Altres llengües  | 23,08%      |

Quant a les altres llengües, hom destaca la presència del jiddisch, que encara roman viu entre els membres de la comunitat asquenasita. Segons dades de la ciutat de Montreal, al ja desaparegut arrondissement que formaven els municipis de Hampstead, Côte-Saint-Luc i Montréal-Ouest durant el període comprès entre la fusió forçosa amb Montreal i la posterior segregació, el jiddisch era la tercera llengua més parlada després de l'anglès i del francès. L'any 2001, un 5% de la població d'aquest antic arrondissement afirmava que la seva llengua materna era el jiddisch.

## Administració local
La comunitat de Hampstead va esdevenir un barri de la ciutat de Montreal l'1 de gener de 2002, com a conseqüència d'una llei de l'Assemblea Nacional del Quebec. En aquesta data, va entrar en vigor la llei que establia la fusió de tots els municipis situats a l'illa de Montreal, així com algunes illes adjacents, que componien fins aleshores la Comunitat Urbana de Montreal, amb la ciutat vella. Hampstead passava així a formar part d'un nou arrondissement (districte) juntament amb els municipis de Côte-Saint-Luc i Montréal-Ouest.
Aquesta fusió, però, no fou ben rebuda per la població de tots els nous barris de Montreal. Posteriorment, amb l'accés dels liberals al govern quebequès, es va organitzar un referèndum sobre la segregació dels municipis fusionats. Aquesta consulta va tenir lloc el 20 de juny de 2004 a Hampstead i a uns altres vint-i-un antics municipis. D'aquests, quinze (entre ells Hampstead) van votar a favor de tornar a ser municipis independents. Aquesta segregació va entrar en vigor l'1 de gener de 2006.
Ara bé, Hampstead no ha recuperat totes les competències de què disposava abans de la fusió. Algunes competències, anomenades competències d'aglomeració, són gestionades pel Consell d'Aglomeració, format per la ciutat de Montreal i els municipis segregats.
Actualment, el batlle de Hampstead és l'independent William Steinberg. El batlle i els sis consellers municipals formen el Consell municipal, el principal òrgan director i decisori de la ciutat. Tant l'alcalde com els consellers són escollits de forma directa pels ciutadans de la localitat, segons el sistema de llistes obertes. Les darreres eleccions municipals van celebrar-se el 6 de novembre de 2005, poc abans de l'entrada en vigor de la segregació de Hampstead respecte de Montreal, i en elles l'actual batlle va ser escollit amb el 41,47% dels vots emesos. Hi va participar el 48,69% dels electors inscrits.